# Нижняя (Ленинградская область)
Ни́жняя (фин. Niisnova) — деревня в Гатчинском муниципальном округе Ленинградской области.

## История
На карте Ингерманландии А. И. Бергенгейма, составленной по материалам 1676 года, упоминается как деревня Nisnaia.
На шведской «Генеральной карте провинции Ингерманландии» 1704 года — как Neisnahof.
Как деревня Нижнова она обозначена на «Географическом чертеже Ижорской земли» Адриана Шонбека 1705 года.
Как деревня Нижнее — на карте Санкт-Петербургской губернии Я. Ф. Шмидта 1770 года.
На «Топографической карте окрестностей Санкт-Петербурга» Военно-топографического депо Главного штаба 1817 года она обозначена как деревня Нижняя, состоящая из 12 дворов.
Деревня Нижняя из 11 дворов упоминается на «Топографической карте окрестностей Санкт-Петербурга» Ф. Ф. Шуберта 1831 года.

НИЖНЯЯ — деревня принадлежит Демидову, гвардии штабс-ротмистру, число жителей по ревизии: 33 м. п., 33 ж. п. (1838 год)

В пояснительном тексте к этнографической карте Санкт-Петербургской губернии П. И. Кёппена она записана как деревня Nisnowa (Нижняя и Горгино) и указано количество её жителей на 1848 год: савакотов — 30 м. п., 34 ж. п., всего 64 человека.

НИЖНЯЯ — деревня генерал-майора Демидова, по просёлочной дороге, число дворов — 12, число душ — 40 м. п.
(1856 год)

Согласно «Топографической карте частей Санкт-Петербургской и Выборгской губерний» в 1860 году деревня Нижняя состояла из 15 крестьянских дворов.

НИЖНЯЯ — деревня владельческая при колодце, число дворов — 12, число жителей: 38 м. п., 37 ж. п.
(1862 год)

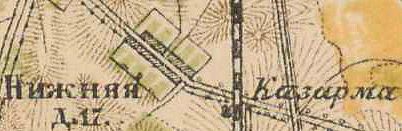
План деревни Нижняя. 1885 год

В 1885 году деревня насчитывала 17 дворов.
В конце XIX — начале XX века деревня административно относилась к Староскворицкой волости 3-го стана Царскосельского уезда Санкт-Петербургской губернии. Население деревни было однородным — финским.
К 1913 году количество дворов увеличилось до 27.
С 1917 по 1922 год деревня Нижнево входила в состав Нижневского сельсовета Староскворицкой волости Детскосельского уезда.
Согласно данным переписи населения СССР 1926 года в деревне Нижняя Таицкого сельсовета Староскворицкой волости Троцкого уезда проживали 158 человек, в основном финны.
В 1928 году население деревни Нижнево составляло 159 человек.
По данным 1933 года деревня называлась Нижнево и входила в состав Таицкого сельсовета Красногвардейского района.

План деревни Нижняя. 1939 год

Согласно топографической карте 1939 года деревня насчитывала 45 дворов.
В 1958 году население деревни Нижнево составляло 240 человек.
По данным 1966 и 1973 годов деревня Нижняя входила в состав Большетаицкого сельсовета.
По данным 1990 года деревня Нижняя находилась в административном подчинении Таицкого поселкового совета.
В 1997 году в деревне проживал 81 человек, в 2002 году также 81 человек (русские — 82%), в 2007 году — 63.

## География
Деревня расположена в северной части района на автодороге 41К-510 (подъезд к дер. Нижняя).
Расстояние до административного центра поселения, посёлка городского типа Тайцы — 3 км.
Деревня находится в 2 км к северу от станции Тайцы.

## Демография
| 1862 | 2007 | 2010 | 2017 |
| ---- | ---- | ---- | ---- |
| 75   | ↘63  | ↗84  | ↗360 |

### Национальный состав
Согласно данным Всероссийской переписи населения 2021 года в деревне проживали 948 человек, из них:
 русские — 889, буряты — 6, нанайцы — 3, белорусы — 2, казахи — 2, немцы — 2, финны — 2, армяне — 1, евреи — 1, карелы — 1, мордва — 1, татары — 1, украинцы — 1, другие национальности — 14 человек, остальные национальность не указали.

## Инфраструктура
В деревне находится коттеджный посёлок «Золотые ключи».

## Улицы
Адмирала Головина, Александровская, Архитектора Старова, Второй проезд, Демидовская, Елизаветинская, Львовская, Молодёжная, Николаевская, Орловская, Павловская, Первый проезд, Петровская, Романовская, Третий проезд, Художника Васильева, Художника Щедрина, Четвёртый проезд, ст. Тайцы 32 километр.